# Sean Lennon
Sean Taro Ono Lennon (født 9. oktober 1975) er en amerikansk musiker, skuespiller og manuskriptforfatter som er søn af musikerne Yoko Ono og John Lennon. Hans gudfar er musikeren Elton John.

## Diskografi

### Album
- (1998) Into the Sun
- (2006) Friendly Fire

### EP'er
- (1999) Half Horse, Half Musician

### Singler
- (1998) "Home"
- (1999) "Queue (Radio Mix)"
- (2006) "Dead Meat"
- (2007) "L'éclipse" i samarbejde med Matthieu Chedid

## Producer
- (1999) Sean Lennon, Half Horse Half Musician
- (2001) Valentine Original Soundtrack
- (2005) Esthero, Wikked Lil' Grrrls
- (2006) Sean Lennon, Friendly Fire
- (2007) Irina Lazareanu, Some Place Along the Way
- (2007) Tamerlane Phillips, Untitled

## Filmografi

### Skuespiller
- (1988) Moonwalker
- (2006) Friendly Fire
- (2008) (i produktion) Coin Locker Babies

### Manuskriptforfatter
- (2005) Smile For The Camera (Jordan Galland)
- (2006) Friendly Fire
- (2008) (i produktion) Coin Locker Babies